# 塩津哲生
塩津 哲生（しおつ あきお、1945年（昭和20年）1月22日 - ）は、シテ方喜多流の能楽師。
塩津清人の長男として熊本市に生まれる。父に師事。1950年『桜川』の子方で初舞台。1957年『経政』で初シテ。1959年上京、喜多流十五世宗家喜多実の内弟子になる。成城高等学校卒業。1970年『翁』、1971年『道成寺』、1972年『石橋』の獅子を披（ひら）く。
1986年重要無形文化財「能楽」保持者に認定（総合認定）。2007年芸術選奨文部科学大臣賞・観世寿夫記念法政大学能楽賞受賞。2008年紫綬褒章受章。十四世喜多六平太記念財団（喜多能楽堂）常務理事。
長男は塩津圭介。喜多流に縁の深い九州、福岡藩黒田家を祈念して『塩津能の会』を結成。秋に福岡（大濠公園能楽堂）、東京では主に春に開催している。